# タイク
タイク（Tyke、1973年 - 1994年8月20日）は、1994年8月20日にアメリカ合衆国のハワイ州で興行していたサーカスのショーで死者1人と重傷者1人を含む被害が出た事故を起こしたモザンビーク産の雌アフリカゾウの名前。
当日、ホノルルのニール・ブレイズデル・センターで行われていたサーカス・インターナショナルの公演中にタイクが暴れ出し、調教師のアレン・キャンベル（Allen Campbell）が襲われて死亡した。
また、飼育係のダラス・ベックウィズ（Dallas Beckwith）も重傷を負った。
その後タイクはサーカスアリーナから外に出て、カカアコ（Kakaʻako）中心部のビジネス街まで、通りを30分間以上走り続けた。
タイクを落ち着かせられなかったため、地元の警察がタイクを射殺した。
アリーナ内でタイクが暴れた様子の大部分を観客数人がビデオに撮影したほか、タイクが建物の外へ出た後にサーカスの広報役を務めたスティーブ・ヒラノ（Steve Hirano）を襲った様子や、タイクへの発砲が行われた様子は、職業カメラマンが撮影した映像も残っている。
タイクは、イリノイ州を本拠地とするホーソーン社（Hawthorne Corporation）の所有であった。

## 背景
1993年までタイクの調教師だったタイロン・テイラー（Tyrone Taylor）は、2015年に公開されたドキュメンタリー映画向けのインタビューで、タイクには以前から逃亡癖があったと話した。また、タイクはショーに不向きで「いずれ人を殺しかねない」と、ホーソーン社のオーナーに伝えたという。
ホノルルの事故の前年、タイクは2度の「逃亡」事件を起こした。まず、1993年4月21日に、タイクはペンシルベニア州アルトゥーナのジャファ・シュライン・センターで行われていた公演中に正面玄関から逃げ出し、このときはサーカスの職員が捕獲するのに1時間を要した。タイクが暴れたことによる被害額は14,000ドル以上にのぼった。サーカスからアメリカ農務省（USDA）に提出された宣誓供述書の記載によると、アルトゥーナ滞在中にタイクがトラの調教師1人を襲う事故が起きていた（4月22日）。また、1993年7月23日には、ノースダコタ州マイノットのノースダコタ・ステート・フェア会場で暴れ、飼育係を踏みつけ負傷させたうえ、25分間自由に走り回って群衆を恐怖に陥れた。
アメリカ農商務省の文書とカナダの法執行機関の文書に、ホーソーン社の所有でタイクという名前のゾウがターザン・ザービニ・サーカス団（Tarzan Zerbini Circus）のショーに使われていたときの模様が記録されている（1988年6月）。それによると、「ゾウの調教師が観衆の前で一本牙のアフリカゾウを叩き、しまいにゾウが叩かれまいと、鳴きながら3本足でかがみこむ様子が見られ、調教師がそばを歩くだけでもゾウが悲鳴を上げ、目を背けた」。このゾウも、同じ個体の可能性がある。

## ホノルルの事故
1994年8月20日、ホノルルでサーカス・インターナショナルが行っていた公演中にタイクが暴れ出し、飼育係のダラス・ベックウィズを投げつける、踏みつけるなどして重傷を負わせた。ベックウィズを助けようと調教師のアレン・キャンベルが割って入ったが、タイクに突き倒されたあげく、鼻で押しつぶされるなどして死亡した。タイクはその後アリーナの建物外へ逃げ、さらに駐車場から出ようとするのを防ごうとしたサーカス広報役のスティーブ・ヒラノを襲い、押し倒した。なおもヒラノに危害を加えようとするのを見た近くの警察官が威嚇射撃を行ってタイクの気を逸らしたところ、タイクがビジネス街に向けて走り出した。およそ30分の追跡の後、被害の拡大を抑えるため、体重8,000ポンド (3,600 kg)のタイクに地元の警察が86発の銃弾を撃ち込み、射殺した。

## 事故の影響
ホノルルの事故後、タイクは商業的に利用されている動物たちの悲劇の象徴となり、こうした動物の扱いの改善を求める動きにつながった。サーカスに居合わせた観客の中には、ホノルル市やハワイ州、サーカス・インターナショナル、タイクの所有者ジョン・クネオ・ジュニア（John Cuneo Jr.）と彼が経営するホーソーン社を相手どり、事故で受けた精神的苦痛や負傷に対する損害賠償を求める訴えを起こした者もいた。訴訟は法廷外で和解したが、和解額については公表されなかった。 ホノルル市の弁護士ウィリアム・フェントン・シンク（William Fenton Sink）は、タイクの射殺を目撃した結果PTSDに苦しめられることになった若年児童を含む多く人々の代表として、クネオを相手に集団訴訟を起こした。動物の権利の保護を推進する団体、Animal Rights Hawaiiは、タイク事件におけるシンク弁護士の貢献に敬意を表し、"Order of the Innocent Award"を、"The William Fenton Sink Award for Defense of Animals"に改名した。
調教師のアレン・キャンベルの死因については、頭蓋骨と胸部の致命的な骨折を含め、体内に重度の損傷が及んだことが原因とされた。
タイクの事故は、ハワイ州と米国本土のさまざまな自治体レベルで動物の権利や保護に関する法律等を定める動きにつながった。米国では、2017年にイリノイ州およびニューヨーク州でゾウを巡業公演に使うことを禁止する州法を制定し、2018年12月14日にはニュージャージー州が外来の野生動物全般を巡業公演に使用することを禁止する米国初の州となった。また、その一週間後にはハワイ州が同様の州法を制定した。2023年1月末現在、米国では計8州で州法が定められ、37州で150の自治体が地域レベルの制限を行っている。世界的には、50を超える国と地域で、何らかの形で動物の商用利用に制限を加える法令等が整備されている。

## 大衆文化
ハードコア・パンク／パワーバイオレンス・バンドのMan Is the Bastardは、タイクの脱出と反乱をテーマとする曲「"Tyke"」を作曲し、1995年のアルバム『Thoughtless...』に収録した。
動物虐待に反対の立場であることで知られるクリスチャン・スラッシュメタル・バンドのTourniquetは、2012年のアルバム『Antiseptic Bloodbath』にタイクをテーマとする曲「"86 Bullets"」を収録した。
テレビシリーズ『Hawaii Five-O』のリメイク版、シーズン6・エピソード20『Ka Haunaele (Rampage)』がホノルルの事件について触れている。